# La selva de los símbolos
La selva de los símbolos (su título original en inglés es "The forest of symbols. Aspects of Ndembu ritual") es una de las obras más importantes del antropólogo cultural escocés Victor Turner, publicada en el año 1967. El libro es una recopilación de artículos sobre los aspectos del sistema ritual resultado de su trabajo de campo que realizó entre los ndembu del noroeste de Zambia.

## Descripción
El libro está dividido en dos partes: 
- En la primera, que comprende los cinco primeros capítulos, el autor intenta tratar algunos temas de carácter epistemológico y metodológico, dentro de una visión teórica. En esta parte, analiza los conceptos de rito y de símbolo, subrayando la necesidad de estudiarlos por parte de los antropólogos y hace además una diferenciación tipológica de las características de los símbolos, dando énfasis a cuestiones de gran relevancia como la tríada de los colores o el concepto de ritos de paso de Arnold van Gennep.
- En los cinco siguientes capítulos, adopta una postura más descriptiva, ejemplificando la teoría mediante casos etnográficos concretos. Describe con gran minuciosidad el rito de la circuncisión (también llamado mukanda), el rito de la caza y por último, redacta una lista de las enfermedades más comunes que padecen los ndembu y da una serie de explicaciones y el tratamiento que reciben cuando enferman, y lo ejemplifica con el famoso ritual ihamba.

### Los ndembu
Los ndembu viven en chozas formando pequeños poblados dispersos por la región. Se dedican, además de a la caza (aunque Turner ya comenzó a observar una notable disminución de esta práctica), a cultivar algunos productos agrícolas como el cazabe, el mijo, el maíz o la batata. Su organización es matrilineal y virilocal, por eso se mueven con gran frecuencia al largo de su vida.